# Schöneck (Hesse)
Schöneck é um município da Alemanha, situado no distrito de Main-Kinzig, no estado de Hesse. Tem 21,49 km² de área, e sua população em 2019 foi estimada em 11.918 habitantes.